# Władimir Smirnow (matematyk)

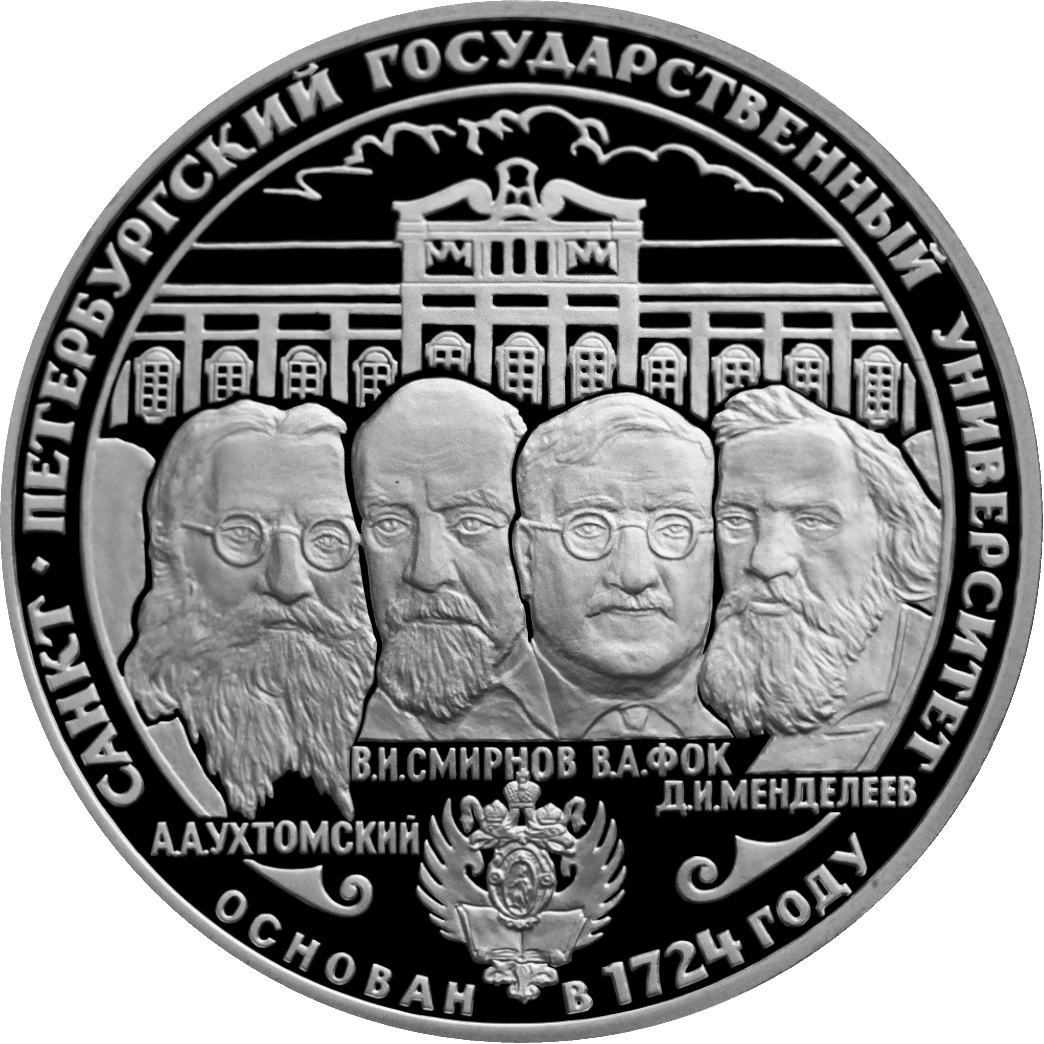
3 ruble, moneta rosyjska z 1999 roku upamiętniająca 275-lecie petersburskiego uniwersytetu (najstarszego w Rosji), rewers – Władimir Smirnow drugi od lewej

Władimir Iwanowicz Smirnow, ros. Владимир Иванович Смирнов (ur. 10 czerwca 1887 w Sankt Petersburgu, zm. 11 lutego 1974 tamże) – rosyjski i radziecki matematyk.
Smirnow był profesorem matematyki na uniwersytecie w ówczesnym Leningradzie. Zajmował się teorią funkcji zmiennej zespolonej, równaniami różniczkowymi, i fizyką matematyczną. W roku 1943 został członkiem Akademii Nauk Związku Socjalistycznych Republik Radzieckich. Był także honorowym przewodniczącym reaktywowanego z jego inicjatywy Leningradzkiego Stowarzyszenia Matematyków. 
Najobszerniejszą pracą Smirnowa był pięciotomowy podręcznik akademicki – Matematyka wyższa. 
Jego nazwisko nosi test Kołmogorowa-Smirnowa.